# 26 novembre 2016
Le samedi 26 novembre 2016 est le 331e jour de l'année 2016.

## Décès
- Ahmed Zemirli (né en 1923), homme politique algérien
- Alv Gjestvang (né le 13 septembre 1937), patineur de vitesse norvégien
- Boubaker El Hakim (né le 1er août 1983), djihadiste franco-tunisien
- David Provan (né le 11 mars 1941), footballeur international puis entraîneur écossais
- Fraser Martin (né le 5 octobre 1939), juge de la Cour supérieure du Québec
- Fritz Weaver (né le 19 janvier 1926), acteur américain
- Ida Blom (née le 20 janvier 1931), historienne norvégienne
- Iouri Elisseïev (né le 29 juillet 1996), joueur d'échecs russe
- Miriam Eshkol (née en 1929), épouse du Premier ministre d'Israël, Levi Eshkol
- Peter-Hans Kolvenbach (né le 30 novembre 1928), prêtre jésuite néerlandais de rite arménien
- Peter Hintze (né le 25 avril 1950), personnalité politique allemande
- Robert Nyel (né le 18 avril 1930), auteur-compositeur-interprète français

## Événements
- Élections législatives koweïtiennes de 2016